# Alessandro Momo
Alessandro Momo (Rome, 26 november 1956 - Rome, 19 november 1974) was een Italiaans acteur. Hij trad als jongen op in een aantal Italiaanse fotostrips voor jongeren. Hij werd bekend door zijn rollen in de erotische komedies van Salvatore Samperi, Malizia (1973) en Peccato veniale (1974), waarin hij als adolescent Laura Antonelli tracht te verleiden.
Zijn laatste rol was die van de jonge soldaat Ciccio in Profumo di donna van Dino Risi uit 1974. Hij verongelukte kort nadien, toen hij met zijn zware motorfiets met grote snelheid inreed op een taxi. Momo overleed een week voor zijn achttiende verjaardag.

## Filmografie
- La scoperta (1969)
- Il divorzio (1970)
- Appuntamento col disonore (1970)
- La polizia è al servizio del cittadino? (1973)
- Malizia (1973)
- Pane e cioccolata (1974)
- Peccato veniale (1974)
- Profumo di donna (1974)

- Biblioteca Nacional de España: XX1505954
- Bibliothèque nationale de France: cb14207868k (data)
- International Standard Name Identifier: 0000 0001 1935 0279
- Library of Congress Control Number: no98069401
- Nationale Bibliotheek van Israël: 987007381114705171
- Istituto Centrale per il Catalogo Unico: LO1V266777
- Système universitaire de documentation: 093767749
- Virtual International Authority File: 59295264
- WorldCat: E39PBJw4yWHkf6PXDc8pJvdfbd